# David Allen (consultant)
Pour les articles homonymes, voir Allen et Dave Allen.
David Allen, né le 28 décembre 1945, est un écrivain et consultant américain spécialiste de la productivité. Connu pour avoir créé une méthode de planification nommée Getting Things Done, il est l'auteur de plusieurs autres livres sur le management.

## Ouvrages
- Getting Things Done: The Art of Stress-Free Productivity, Penguin Putnam, 2001
- Prêt pour l'action[1] (Ready for Anything: 52 Productivity Principles for Work and Life, Viking Books, 2003), publié en français en 2009 aux éditions Leduc
- La méthode GTD (Gettings Things Done) en pratique[2] (Making It All Work: Winning at the Game of Work and Business of Life, Viking Adult, 2008), publié en français en 2017 aux éditions Leduc
- S'organiser pour réussir: La méthode GTD ou l'art de l'efficacité sans stress[3] (Getting Things Done: The Art of Stress-Free Productivity, édition remaniée, Penguin Books, 2015), publié en français en 2021 aux éditions Leduc